# 민속방법론
민속방법론(民俗方法論, ethnomethodology, 에스노메소달러지)은 사회학에서 생겨난 연구방법으로, 그 뿌리를 현상학의 철학적 전통에 두고 있으며 해럴드 가핑켈(Harold Garfinkel)이 제안하였다. 가핑켈은 연구자들에게 일반인들이 당연하게 여기는 기대를 부각시키기 위해 규칙을 위반할 것을 제안했다. 지금까지의 사회학에서는 발견할 수 없었던 여러 가지 사회 질서 현상에 민속방법론을 적용한 연구가 이루어지고 있다. 동의를 의도적으로 위반하게 만드는 방법을 일반적으로 사용한다.

## 어원
어원은 the study(=ology) of people's(=ethno) methods, 요컨대 <사람들의 일상생활의 방법에 대한 연구>에 놓여 있다.

## 같이 보기
- 질적 연구
- 문화기술연구(민속지, ethnography, 에스노그래피)